# Lauxania martineki
Lauxania martineki är en tvåvingeart som beskrevs av Shatalkin 1999. Lauxania martineki ingår i släktet Lauxania och familjen lövflugor. Inga underarter finns listade i Catalogue of Life.